# パソナグループ presents 朝比奈彩の淡路島放送局!
『パソナグループ presents 朝比奈彩の淡路島放送局!』（パソナグループプレゼンツあさひなあやのあわじしまほうそうきょく）は、TBSラジオで2021年3月30日より2022年3月22日まで火曜日21:30 - 22:00に放送されていたラジオ番組。

## 概要
女優でモデルの朝比奈彩が、淡路弁を交えつつ、朝比奈の出身地でもありパソナグループの拠点施設がある淡路島の魅力や朝比奈自身のライフスタイルを発信する冠番組。

## パーソナリティー
- 朝比奈彩[2]

## 過去の出演者
- 小林廣輝（TBSアナウンサー）[2](2021年3月30日　-　2021年7月6日)